# لینکلن کونتیننتال مارک پنج
لینکولن کونتیننتال مارک پنج (Lincoln Continental Mark V) خودرویی است که در سال‌های ۱۹۷۷–۱۹۷۹در ایالات متحده آمریکا تولید شده‌است. طراحی آن خودروهای موتور جلو-محور عقب بوده وزن آن در حالت طبیعی ۴٬۵۰۸ پوند (۲٬۰۴۵ کیلوگرم) است. سیستم جعبه‌دندهٔ آن ۳ دنده به صورت خودکار است.